# Hypocacculus speculifer
Hypocacculus speculifer är en skalbaggsart som beskrevs av Vienna 1994. Hypocacculus speculifer ingår i släktet Hypocacculus och familjen stumpbaggar. Inga underarter finns listade i Catalogue of Life.